# Onthophagus dicranocerus
Onthophagus dicranocerus är en skalbaggsart som beskrevs av Gillet 1925. Onthophagus dicranocerus ingår i släktet Onthophagus och familjen bladhorningar. Inga underarter finns listade i Catalogue of Life.